# Maria Siekańska
Maria Siekańska (ur. 1 stycznia 2007) – polska szachistka.

## Kariera szachowa
Zawodniczka gorzowskiego Stilonu. Sukcesy szachowe zaczęła odnosić w bardzo młodym wieku. Podczas Indywidualnych Mistrzostw Polski juniorek (5 finałów w latach 2015–2019), 2 medale: 2015 (brązowy w Poroninie – U8); złoty (Sielpia Wielka 2019 – U12). Zdobyła również złoty medal na Indywidualnych Mistrzostwach Polski juniorek w szachach szybkich (Koszalin 2016 – U10) oraz srebrny medal podczas Indywidualnych Mistrzostw Polski juniorek w szachach błyskawicznych (Wrocław 2017 – U10). Dwukrotnie grała w Indywidualnych Mistrzostwach Europy juniorek, najlepszy wynik, XIII m. (Mamaja 2017 – U10).
Maria Siekańska związana jest z szachami rodzinnie: matka: Izabela Siekańska (szachistka); ojciec: Janusz Siekański (szachista); siostra: Zuzanna Siekańska (szachistka).
Najwyższy ranking w dotychczasowej karierze osiągnęła 1 lutego 2022 r., z wynikiem 1989 punktów i zajmowała wówczas 53. miejsce wśród polskich szachistek.